# Кейті Ледекі
Кейті Ледекі  (англ. Katie Ledecky, 17 березня 1997) — американська плавчиня, дев'ятиразова олімпійська чемпіонка, двадцяти одноразова чемпіонка світу.

## Виступи на Олімпіадах
| Олімпіада           | Дисципліна                           | Місце |
| ------------------- | ------------------------------------ | ----- |
| Лондон 2012         | 800 метрів вільним стилем            | 1     |
| Ріо-де-Жанейро 2016 | 200 метрів вільним стилем            | 1     |
| Ріо-де-Жанейро 2016 | 400 метрів вільним стилем            | 1     |
| Ріо-де-Жанейро 2016 | 800 метрів вільним стилем            | 1     |
| Ріо-де-Жанейро 2016 | естафета 4x100 метрів вільним стилем | 2     |
| Ріо-де-Жанейро 2016 | естафета 4x200 метрів вільним стилем | 1     |
| Токіо 2020          | 200 метрів вільним стилем            | 5     |
| Токіо 2020          | 400 метрів вільним стилем            | 2     |
| Токіо 2020          | 800 метрів вільним стилем            | 1     |
| Токіо 2020          | 1500 метрів вільним стилем           | 1     |
| Токіо 2020          | естафета 4x200 метрів вільним стилем | 2     |